# Alexander Cranz
Johann Christoph Alexander Cranz (* 5. März 1779 in Crailsheim; † 15. September 1845 in Ulm) war ein württembergischer Oberamtmann.

## Leben und Beruf
Alexander Cranz war der Sohn eines Kreisdirektors. Er begann nach der Schule von 1797 bis 1803 als Amtsgehilfe beim Kameralamt Crailsheim. Von 1803 bis 1806 arbeitete er als Rechnungsgehilfe bei der preußischen Ministerialkommission Ansbach. 1806 wurde er Revisor bei der preußischen Kriegs- und Domänenkammer und 1808 Kreissiegelbeamter mit dem Titel Kreissekretär in Ansbach. Von 1812 bis 1815 war er Rechnungsrat bei der Oberfinanzkammer Stuttgart und von 1815 bis 1823 Stiftungsverwalter in Crailsheim und zeitweise Oberamtsverweser in Hall. Von 1823 bis 1828 leitete er als Oberamtmann das Oberamt Aalen und von 1828 bis 1834 das Oberamt Sulz. Danach wurde er Expeditor mit dem Titel Oberamtmann bei der Regierung des Schwarzwaldkreises in Reutlingen. 1840 ging Alexander Cranz in den Ruhestand.